# Leonid Wiktorowitsch Michelson

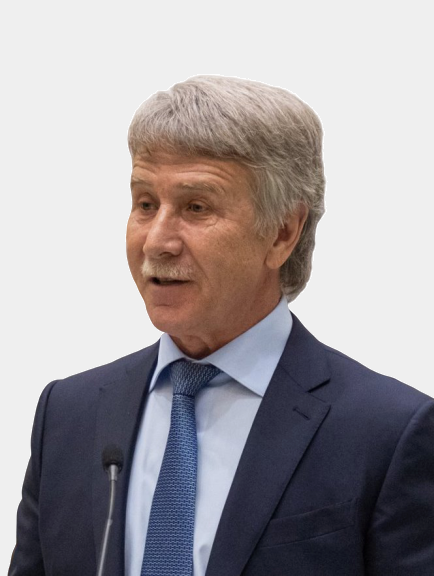
Leonid Michelson (2020)

Leonid Wiktorowitsch Michelson (russisch Леонид Викторович Михельсон; * 11. August 1955 in Kaspijsk, Dagestanische ASSR, Russische SFSR, Sowjetunion) ist ein russischer Unternehmer, Oligarch und Hauptaktionär der Sibur, des größten russischen Petrochemie-Konzerns.
Nach dem Zusammenbruch der Sowjetunion beteiligte sich Michelson an einem privatisierten Pipelinebauunternehmen, aus dem er Nowatek gründete. Er ist Geschäftspartner des russischen Milliardärs Gennadi Timtschenko, eines engen Vertrauten des russischen Staatschefs Wladimir Putin.

## Leben und Karriere
Michelson studierte am Kuibyschewer Institut für Ingenieurbau Ingenieurwissenschaften. Michelson ist CEO und Vorsitzender des russischen Energieunternehmens Nowatek, an dem er bedeutende Aktienanteile hält. Der Sohn einer aschkenasischen jüdischen Familie begann als Vorarbeiter in einem Bau- und Montageunternehmen in der sibirischen Oblast Tjumen zu arbeiten. Eines seiner ersten Projekte war die Arbeit an der Gaspipeline Urengoi-Tscheljabinsk. Im Jahr 1985 wurde er zum Chefingenieur von Rjasantruboprowodstroi ernannt. 1987 wurde er Generaldirektor von Kuibyschewtruboprowodstroi. Im Jahr 1991 war Kuibyschewtruboprowodstroi eines der ersten Unternehmen, das nach der Auflösung der Sowjetunion privatisiert wurde. Michelson blieb bis Oktober 1994 geschäftsführender Direktor des Unternehmens, das in NOWA umbenannt wurde. Danach wurde er Generaldirektor der Holdinggesellschaft Nowafininwest, die später in „Nowatek“ umbenannt wurde. Von 2008 bis 2010 war Michelson Vorsitzender des Verwaltungsrats der OAO Stroitransgas und OOO Art Finance. Derzeit ist er Vorsitzender des Verwaltungsrats der SAO SIBUR und Mitglied des Aufsichtsrats der OAO Russische Bank für regionale Entwicklung.
Die nach seiner Tochter benannte V-A-C Foundation Victoria ist eine Stiftung für zeitgenössische Kunst und förderte zwei Inszenierungen von Romeo Castellucci bei den Salzburger Festspielen – 2019 Salome und 2021 Don Giovanni – mit jeweils 400.000 Euro. Im Mai 2017 eröffnete die Stiftung auch einen Ausstellungsraum in Venedig, und derzeit wird an der Entwicklung des ersten großen Kunstzentrums von V-A-C in Moskau gearbeitet, dessen Hauptstandort ein historisches Kraftwerk am Ufer der Moskwa ist. Das vom Renzo Piano Building Workshop entworfene neue Zentrum für zeitgenössische Kunst und Kultur in Moskau wurde im Dezember 2021 eröffnet.
Nach Angaben der US-amerikanischen Zeitschrift Forbes gehört Michelson zu den reichsten Russen. Laut der World’s Billionaires List 2023 liegt er mit einem Nettovermögen von 21,6 Milliarden US-Dollar auf Platz 4 der russischen Milliardäre. Die Welt bezeichnete ihn um das Frühjahr 2016 als „reichsten Mann Russlands“. Laut Bloomberg Billionaires Index verfügte er im November 2023 über ein Nettovermögen von 27,5 Milliarden US-Dollar, womit er an 52. Stelle der reichsten Menschen der Welt und an zweiter Stelle der reichsten Russen steht.
Michelson ist Eigentümer einer Mega-Jacht namens Pacific. Er wohnt in Moskau, ist verheiratet und hat zwei Kinder. Michelson besitzt die russische und israelische Staatsbürgerschaft. Michelson ist einer von vielen russischen Oligarchen, die im Countering America’s Adversaries Through Sanctions Act (CAATSA) genannt werden, der 2017 von Präsident Donald Trump in Kraft gesetzt wurde.

## Paradise Papers
Im Zuge der Enthüllungen rund um die Paradise Papers kam Anfang November 2017 heraus, dass US-Handelsminister Wilbur Ross als Privatmann von Geschäften mit einem Unternehmen profitiert habe, das kremlnahen Geschäftsleuten gehört. Laut Recherchen der New York Times tauchte der Name von Leonid Michelson als einer der Aktionäre dieses Unternehmens auf. Sein eigenes Unternehmen Nowatek steht seit 2014 wegen des Ukraine-Konflikts auf der Sanktionsliste der US-Regierung. Mit Hilfe des Briefkastengesellschaft-Dienstleisters Appleby Global Group Services soll Michelson zwei Tarnfirmen auf den Kaimaninseln und den Britischen Jungferninseln gegründet und so seine direkte Beteiligung verheimlicht haben.